# درهامویل (نیویورک)
درهامویل (به انگلیسی: Durhamville) یک منطقهٔ مسکونی در ایالات متحده آمریکا است که در شهرستان اونیدا، نیویورک واقع شده‌است. درهامویل ۱۳۲ متر بالاتر از سطح دریا واقع شده‌است.